# Luca Kronberger
Pour les articles homonymes, voir Kronberger.
Luca Kronberger, né le 15 février 2002 à Schwarzach im Pongau en Autriche, est un footballeur autrichien qui évolue au poste d'ailier gauche au SC Rheindorf Altach.

## Biographie

### En club
Né à Schwarzach im Pongau en Autriche, Luca Kronberger est formé par le TSV St. Johann im Pongau (en) avant de poursuivre sa formation à l'Admira Wacker, qu'il rejoint en 2013. Il joue son premier match en professionnel le 28 août 2020, lors d'une rencontre de coupe d'Autriche face au WSC Hertha Wels. Il entre en jeu à la place de Erwin Hoffer et son équipe s'impose par trois buts à zéro. Il joue son premier match en première division autrichienne le 8 novembre 2020, contre le LASK Linz. Il entre en jeu à la place de Marco Hausjell (en) et son équipe s'incline lourdement par quatre buts à zéro. Il choisit de porter le numéro 63 pour ses débuts, le 9 étant son favoris mais déjà pris par Stefan Maierhofer. Lors de sa première saison, Kronberger est régulièrement utilisé comme joker par l'entraîneur Damir Burić (footballer) (en).
Le 16 décembre 2021 est annoncé le transfert de Luca Kronberger au SK Sturm Graz. Le joueur s'engage pour un contrat courant jusqu'en juin 2025, prenant effet au 1er janvier 2022.
En manque de temps de jeu au SK Sturm Graz, Kronberger est prêté le 31 août 2022 au SV Ried pour une saison.
Le 23 juin 2023, Luca Kronberger est de nouveau prêté, cette fois au WSG Tirol pour une saison.
Après avoir conclu son prêt au WSG Tirol en juillet 2024, Luca Kronberger quitte le Sturm Graz pour le SC Rheindorf Altach où il signe pour deux ans.

### En sélection
Luca Kronberger représente l'équipe d'Autriche des moins de 18 ans de 2019 à 2020. Il joue son premier match le 5 septembre 2019 contre l'Irlande en étant titularisé (victoire 0-4 des Autrichiens) et inscrit un but contre Chypre le 18 février 2020 (victoire 0-1 de l'Autriche),.
Le 27 mars 2021, Luca Kronberger joue son premier match avec l'équipe d'Autriche espoirs, face à l'Arabie saoudite. Il entre en jeu, et se fait remarquer en délivrant deux passes décisives pour Tobias Anselm, participant ainsi à la large victoire de son équipe qui s'impose sur le score de dix buts à zéro. Kronberger marque son premier but avec les espoirs le 23 septembre 2022 contre le Monténégro. Il est titularisé et participe à la victoire de son équipe par trois buts à un.